# クロス (スタートレック)
クロス（Kurros）は『スタートレック』シリーズの『スタートレック:ヴォイジャー』に登場する架空の人物。ジェーソン・アレクサンダーが演じた。「頭脳集団＝シンクタンク」の一員。日本語版の声優は玄田哲章。
デルタ宇宙域でさまざまな問題を解決して報酬を得る頭脳集団の一員である。
セブン・オブ・ナインを仲間にするため、ハザリという賞金稼ぎの種族を使ってヴォイジャーを捕獲しようとした。
最後は、キャスリン・ジェインウェイの罠で亜空間から引き出され、ハザリ船に攻撃を受ける。